# 姥沢川
姥沢川（うばさわがわ）は、新潟県南魚沼市を流れる一級河川である。信濃川水系登川の支流（土石流危険渓流）。

## 地理
新潟県の南魚沼市を流れる信濃川水系登川の支流。水源は魚沼連峰県立自然公園の巻機山・割引岳（1,930.9m）から続く南入りの頭（1,781m）とイワキの頭（1,367m）から続く北入りの頭（1,340m）に分かれる。登川への合流点から1,400m が一級河川である。

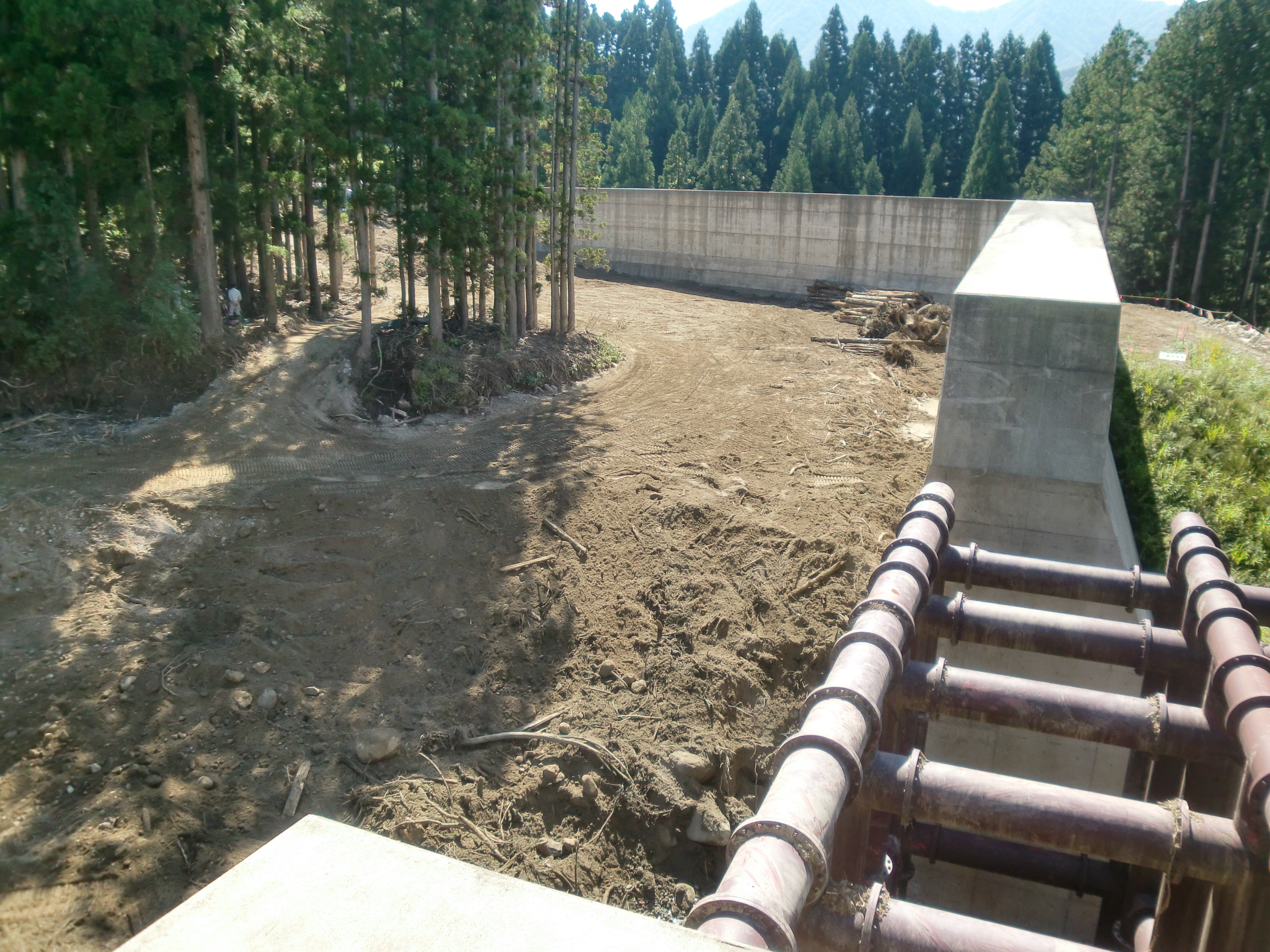
姥沢第2号砂防堰堤
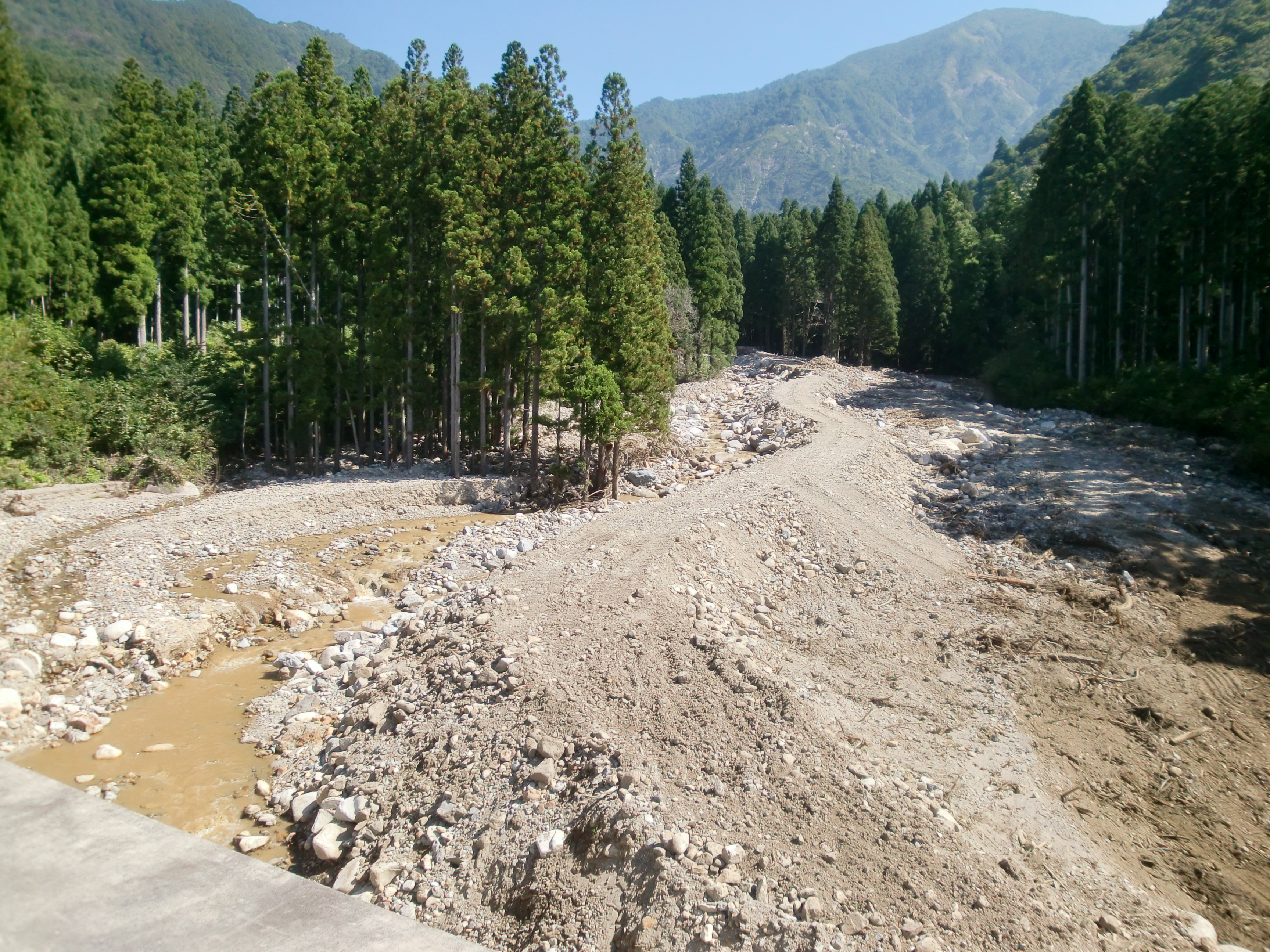
姥沢第2号砂防堰堤（上流部）
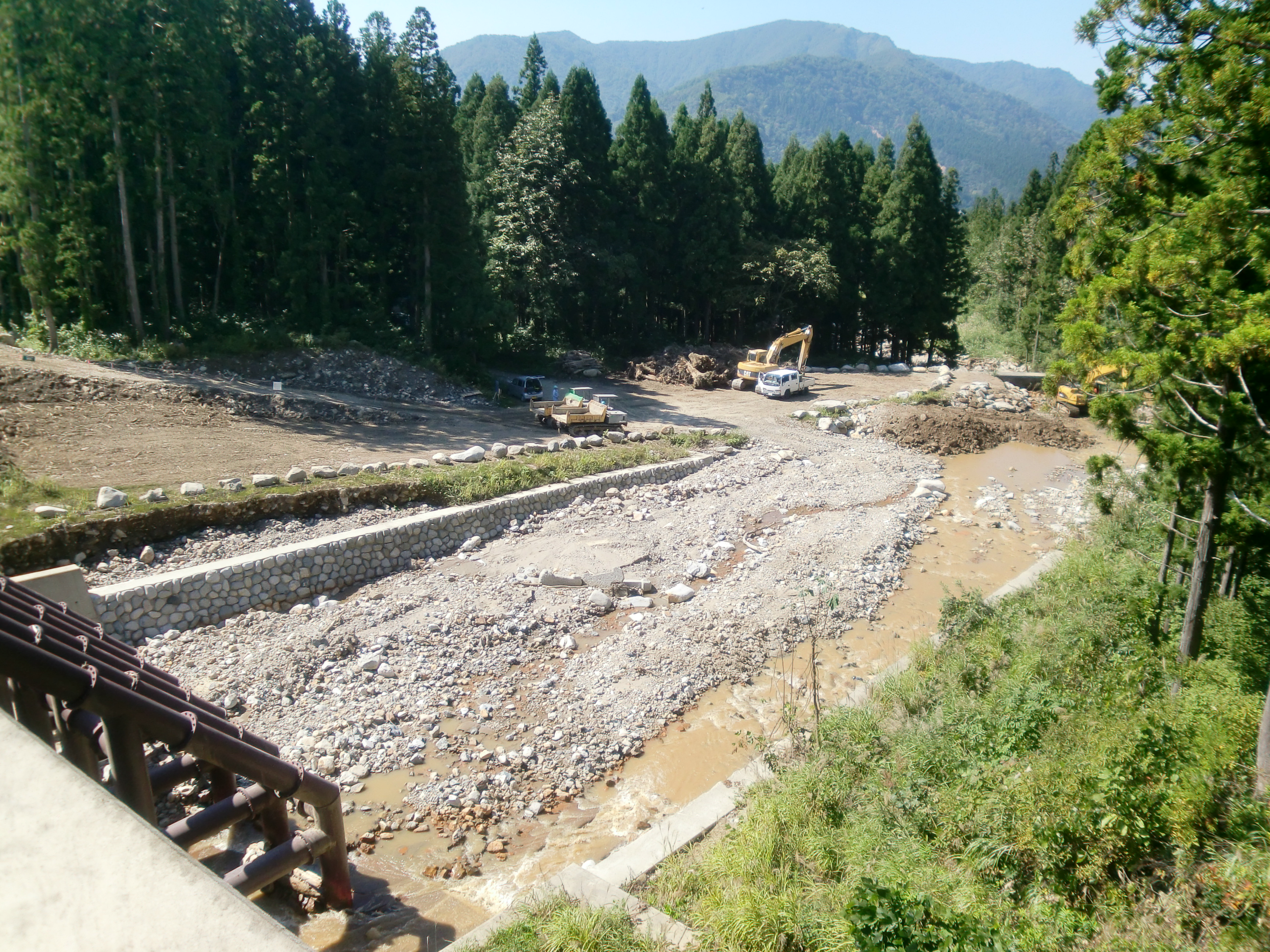
姥沢第2号砂防堰堤（下流部）
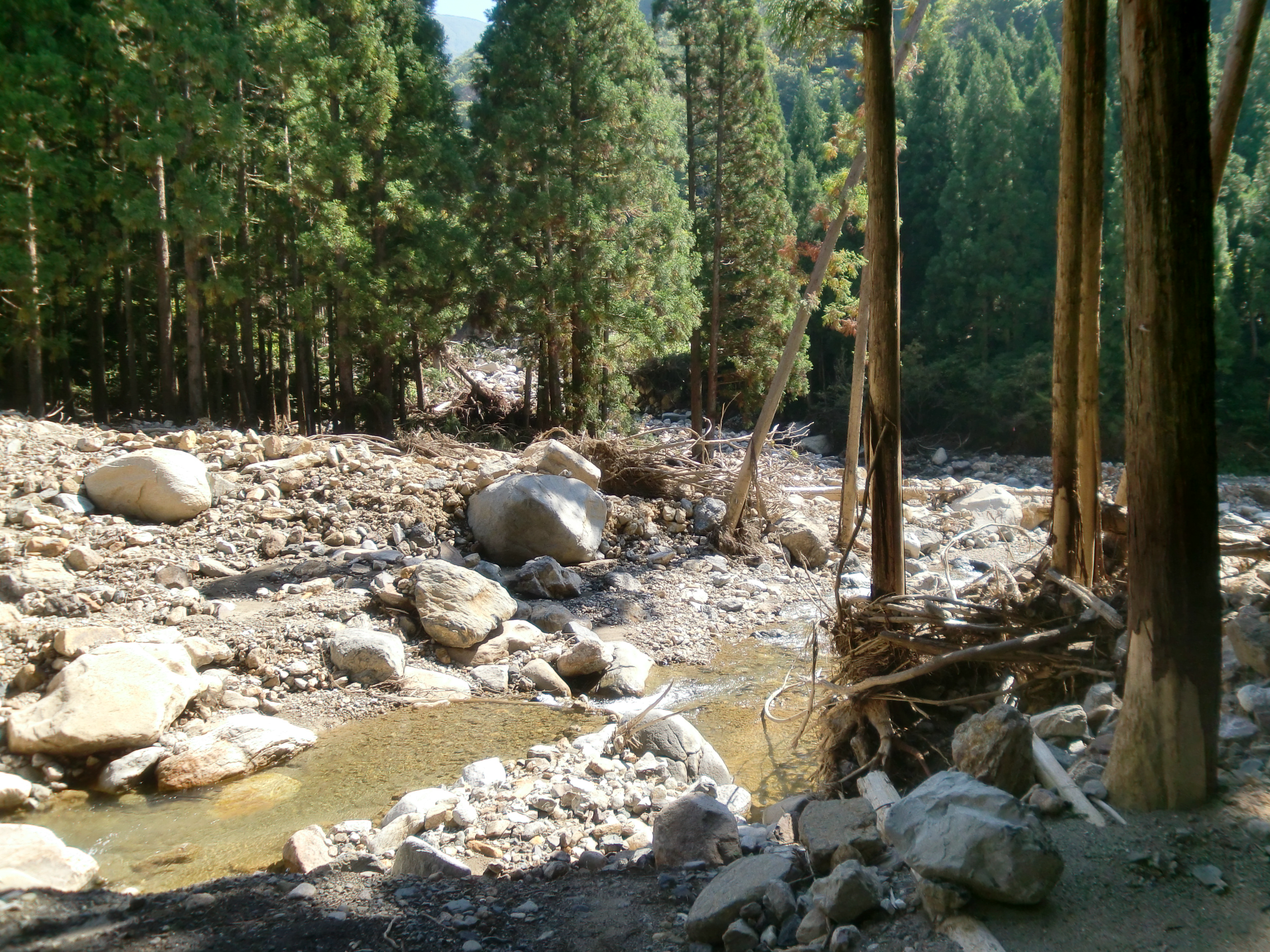
姥沢川（南入り・北入り合流部）
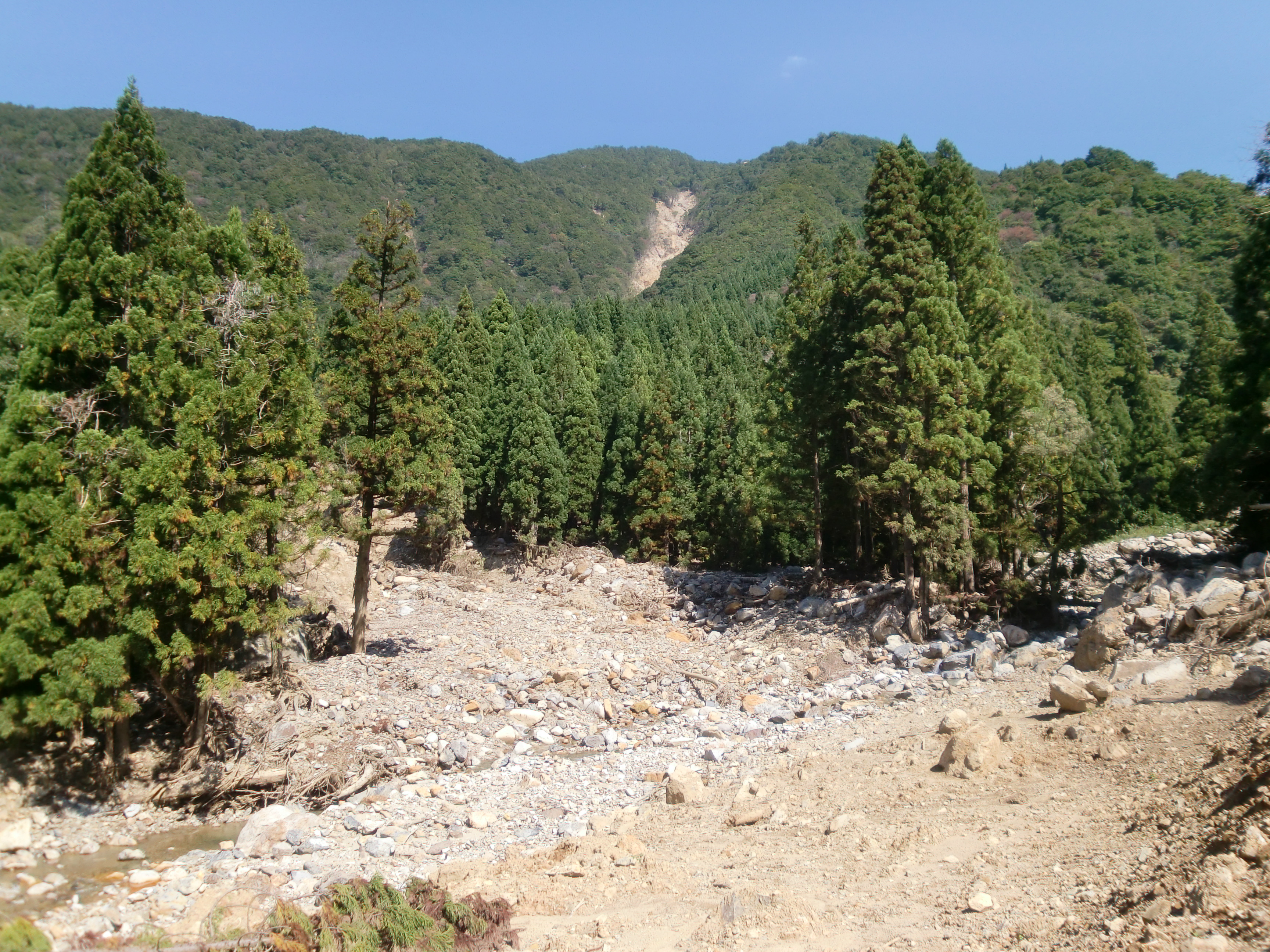
土石流（大畑ノ沢）新潟・福島豪雨
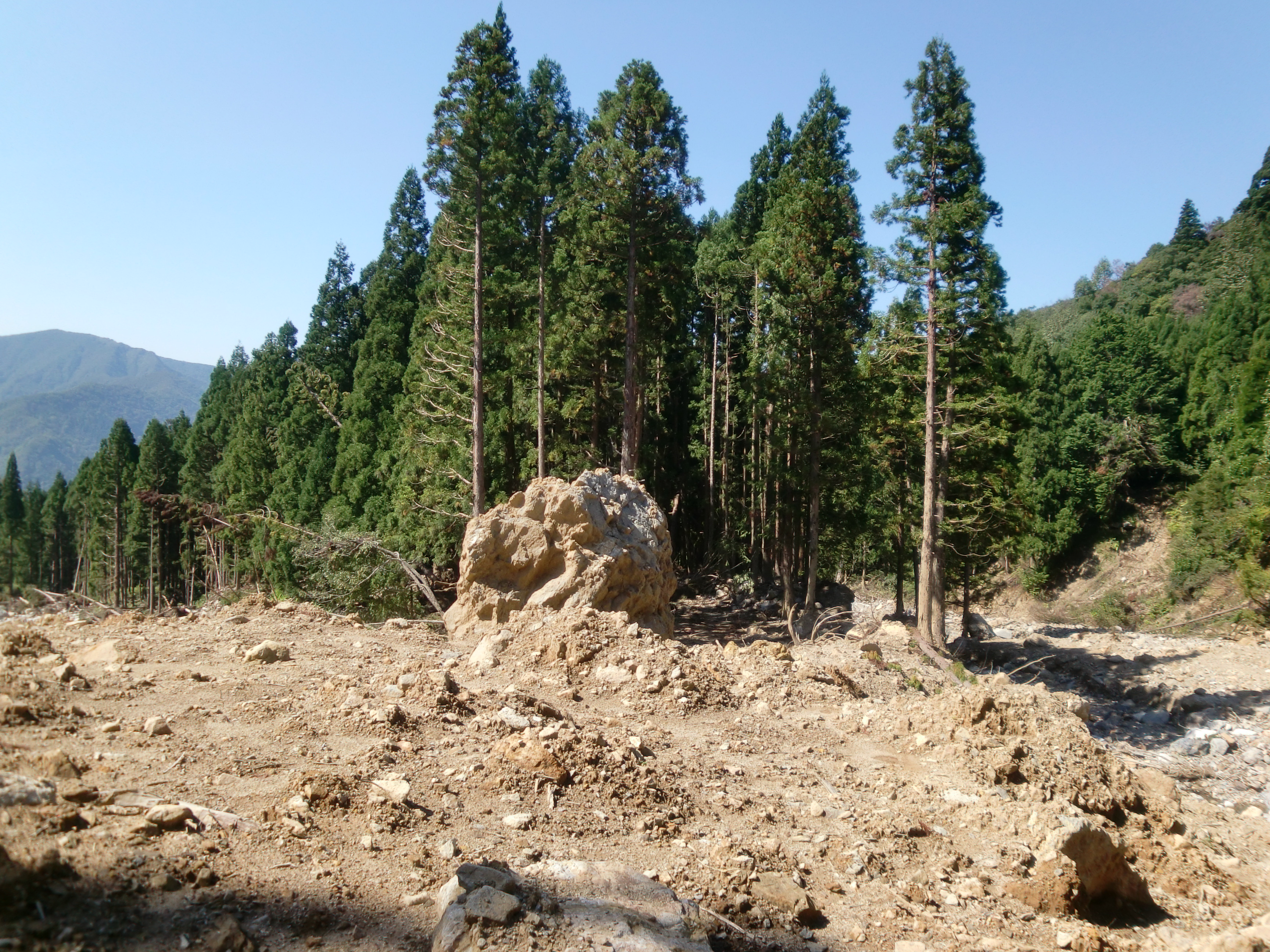
土石流（大畑ノ沢・北入りから南入りへ流出） 学校林手前、新潟・福島豪雨
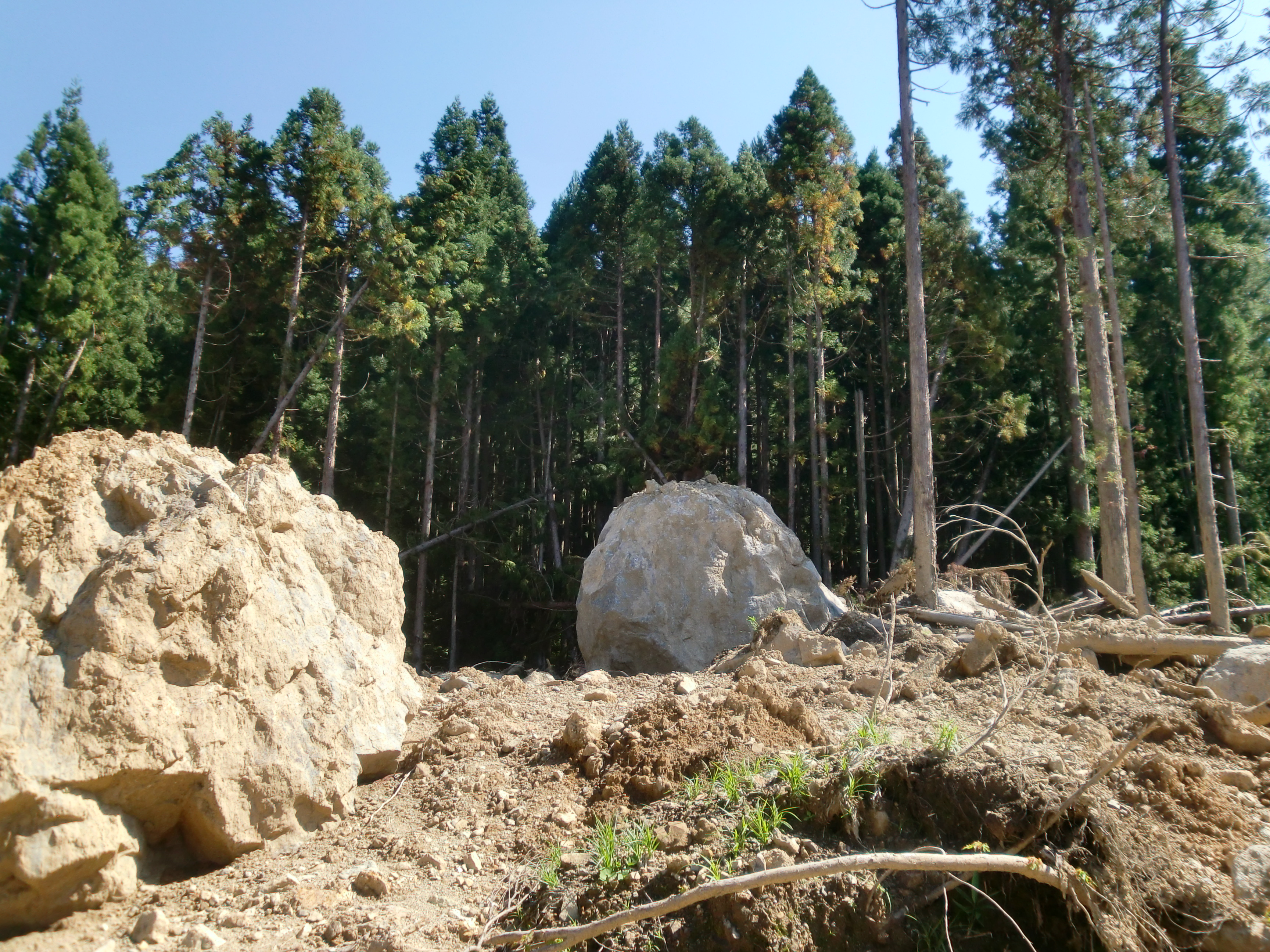
土石流（大畑ノ沢・北入りから南入りへ流出） 学校林手前、新潟・福島豪雨

## 水系
- 信濃川 - 魚野川 - 登川 - 姥沢川

## 流域自治体
新潟県
- 南魚沼市

## 主な災害
- 2011年（平成23年）-　7月、新潟・福島豪雨で土石流被害[2]。
  - Googleマップ参照[3]

## 歴史
- 2000年（平成12年）- 姥沢川砂防堰堤群砂防えん堤着工。
- 2008年（平成20年）- 姥沢川砂防堰堤群砂防えん堤完成（H=12m・L=230m・立積 V=11,548m3）[4]
- 2011年（平成23年）7月30日 新潟・福島豪雨被害[5]。
  - 小水力発電の導入可能性調査[6]。

## 並行する交通

### 道路
- 国道291号